# Глухов, Юрий Александрович
Юрий Александрович Глухов (1937 — 28 октября 1992) — советский хоккеист, нападающий.

## Биография
Начинал играть в команде класса «Б» «Торпедо» Глазов (1957/58 — 1958/59), также был в составе футбольного клуба КФК «Торпедо» Глазов (1957). В сезонах 1959/60 — 1961/62 выступал за команду класса «А» «Локомотив» Москва. В сезоне 1962/63 провёл 8 матчей за «Крылья Советов». В следующем сезоне стал третьим вратарём и, не проведя ни одного матча, перешёл в «Дизелист» Пенза. Затем выступал за «Химик» / «Спартак» Рязань (1964/65 — 1965/66), «Шахтёр» Инта (1966/67 — 1968/69).
Бронзовый призёр чемпионата СССР 1960/61.